# Mentiroso Normal
Mentiroso Normal é o quinto e último álbum de estúdio da banda portuguesa Ala dos Namorados.

Contém 12 faixas e foi o único desta banda a ser lançado pela editora Universal, em 2007.

Apenas três temas não instrumentais não têm letras de João Monge. São eles "Espaço reservado", escrito por Carlos Tê, "Voltas (do meu destino)" de Nuno Guerreiro e "Treze anos, nove meses", canção com música e letra de José Mário Branco.

Este trabalho entrou brevemente, por uma semana em Março de 2007, para o 30º lugar do Top Oficial da AFP, a tabela semanal dos 30 álbuns mais vendidos em Portugal

## Faixas
1. "Caçador de sóis" (João Monge / Manuel Paulo) - 4:06
2. "Sem vintém" (João Monge / Manuel Paulo) - 3:09
3. "Espaço reservado" (Carlos Tê / Manuel Paulo) - 03:42
4. "Voltar a ser (Fado do regresso)" (João Monge / João Monge) - 2:12
5. "Mentiroso normal" (João Monge / Manuel Paulo) - 3:28
6. "Matas-me" (João Monge / Manuel Paulo) - 3:22
7. "Bricabraque e Pechisbeque" (João Monge / Manuel Paulo) - 3:57
8. "Samba do crime" (João Monge / Manuel Paulo) - 4:51
9. "Voltas (do meu destino)" (Nuno Guerreiro / Manuel Paulo) - 3:25
10. "A passagem" (Instrumental) (Manuel Paulo) - 2:36
11. "Treze anos, nove meses" (José Mário Branco) - 4:37
12. "Nunca parto inteiramente" (João Monge / Manuel Paulo) - 4:48